# Tangvayosaurus
Tangvayosaurus hoffeti is een plantenetende sauropode dinosauriër, behorend tot de Titanosauriformes, die tijdens het vroege Krijt leefde in het gebied van het huidige Laos.

## Vondst en naamgeving
In 1942 benoemde Josué-Heilman Hoffet een Titanosaurus falloti op basis van botten, waaronder een sauropode dijbeen, in 1938 bij Muong Phalane in Laos gevonden. In 1944 wees Hoffet een staartwervel toe aan Mandschurosaurus laosensis. In de jaren negentig werden in Laos twee sauropode skeletten gevonden, waarvan een op de Ban Tâng Vai 2 of Tang Vay 2-vindplaats.

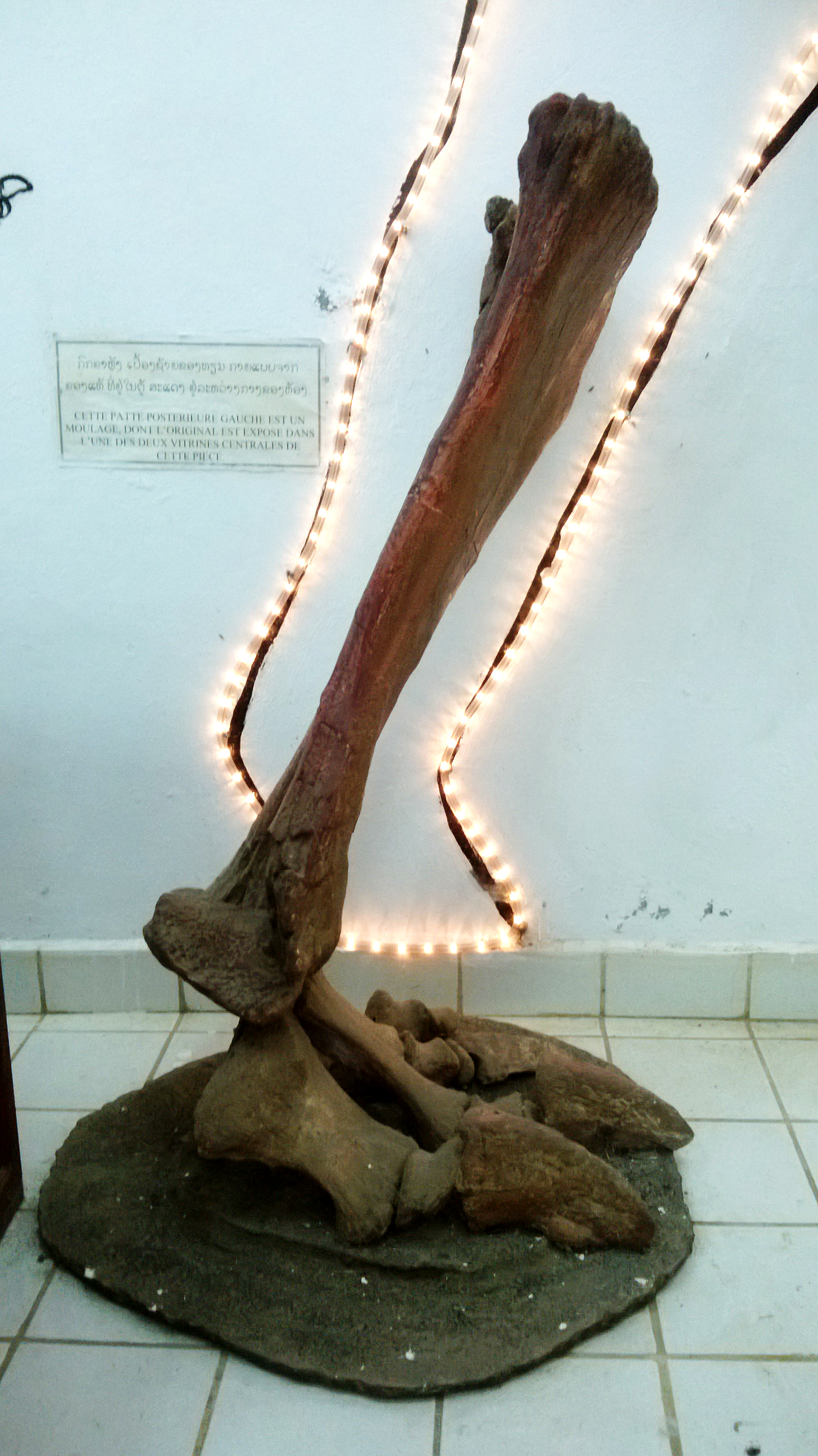
De linkerachterpoot

In 1999 werd de typesoort Tangvayosaurus hoffeti benoemd en beschreven door Ronan Allain, Philippe Taquet, Bernard Battail, Jean Dejax, Philippe Richir,
Monette Véran, Franck Limon-Duparcmeur, Renaud Vacant, Octavio Mateus, Phouvong Sayarath, Bounxou Khenthavong en Sitha Phouyavong. De geslachtsnaam verwijst naar Tang Vay. De soortaanduiding eert Hoffet.

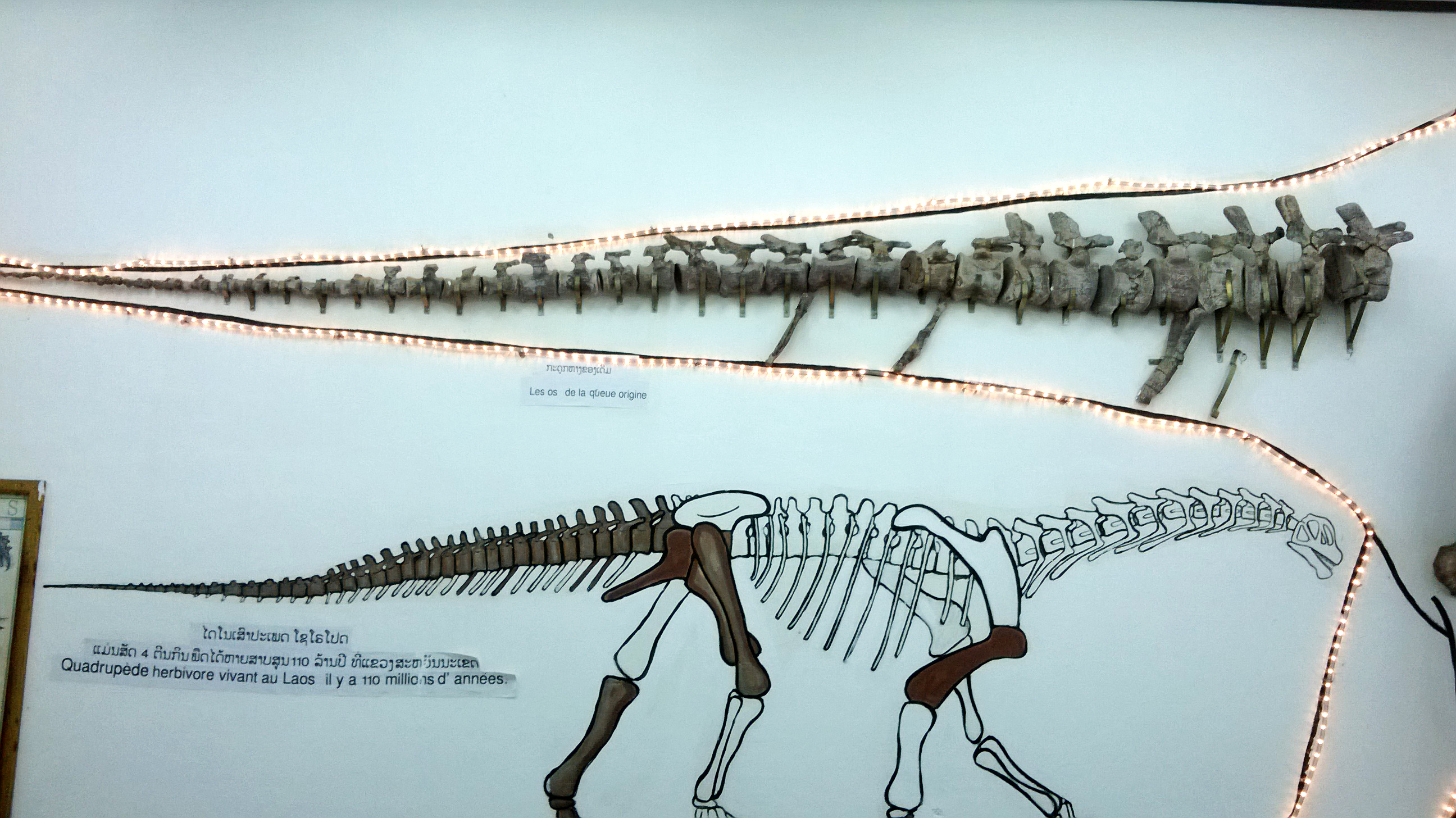
Het belangrijkste deel van het holotype bestaat uit een reeks staartwervels

Het holotype, TV4, is gevonden in een laag van de Grès supérieurs-formatie die dateert uit het Aptien-Albien. Het bestaat uit een gedeeltelijk skelet zonder schedel. Beward zijn gebleven: een halswervel, achtendertig staartwervels met wat chevrons, een middenhandsbeen en de linkerachterpoot. Het tweede gedeeltelijk skelet, gevonden op de Tang Vay 4-vindplaats, is niet toegewezen omdat het materiaal daarvoor onvoldoende overlapte. Titanosaurus falloti werd gezien als een nomen dubium maar toegewezen aan het geslacht Tangvayosaurus als een Tangvayosaurus sp. Hetzelfde gebeurde met de wervel van Mandschurosaurus laosensis. Dit is echter tegenstrijdig: of het gaat om een "Tangvayosaurus falloti" en een "Tangvayosaurus laosensi" of men zou de specimina kunnen aanduiden als "cf. Tangvayosaurus".

## Beschrijving
In 1999 werd de lengte van Tangvayosaurus geschat op vijftien meter.
In 1999 werd van Tangvoyosaurus een klassieke diagnose gegeven in de zin van een lijst van typerende kenmerken. De doornuitsteeksels van de achterste ruggenwervels zijn niet gevorkt. Bij de voorst en middelste staarwervels liggen de wervelbogen vooraan op het wervellichaam. De staartwervels zijn amficoel. Het schaambeen heeft een hoog raakvlak met het zitbeen. De uiteinden van de zitbeenderen liggen vrijwel in hetzelfde vlak. Het zitbeen heeft minder dan 90% van de lengte van het schaambeen. Het bovenste derde deel van de dijbeenschacht is naar binnen gekromd. De buitenste onderste gewrichtsknobbel van het dijbeen ligt nog binnen de buitenrand van de schacht. Dit zijn echter geen unieke kenmerken die zouden kunnen bewijzen dat het om een apart taxon gaat. Op grond van locatie en ouderdom beschouwt men Tangvayosaurus echter meestal toch als geldig.
De formule van de teenkootjes werd vermoed 2-3-3-2-1 te bedragen, waarbij echter aangetekend moet worden dat er maar negen van gevonden zijn.

## Fylogenie
Tangvayosaurus werd in 1999 in de Titanosauria geplaatst. Er werd een nauwe verwantschap aangenomen met Phuwiangosaurus uit Thailand. Latere analyses zagen die laatste soort echter als basaler.